# گمینا کژکوسه
گمینا کژکوسه (به لهستانی:  Gmina Krzykosy) یک گمینا در لهستان است که در شهرستان شرودا ویلکوپولسکا واقع شده‌است. گمینا کژکوسه ۱۱۰٫۴۶ کیلومتر مربع مساحت و ۶٬۵۰۰ نفر جمعیت دارد.